# NGC 511
NGC 511 (другие обозначения — UGC 936, MCG 2-4-33, ZWG 436.37, IRAS01210+1101, PGC 5103) — эллиптическая галактика (E) в созвездии Рыбы.
Этот объект входит в число перечисленных в оригинальной редакции «Нового общего каталога».
Галактика имеет множество концентрических колец.